# 毛倫 (景泰進士)
毛倫（1417年—？），字天敘，江西南昌府豐城縣人，軍籍，明朝政治人物。進士出身。

## 生平
江西鄉試第三十三名。景泰五年（1454年）甲戌科會試第二百二十四名，殿試登進士第三甲第一百八十四名。

## 家族
曾祖父毛則敬。祖父毛紹武。父亲毛鍾英。